# Snieżynsk
Snieżynsk (ros. Снежинск) – miasto zamknięte w rosyjskim Obwodzie Czelabińskim. 
Znane oryginalnie jako Czelabińsk-70 (ros. Челябинск-70), miasto zostało założone w 1957 roku jako siostrzany kompleks radzieckiego programu nuklearnego w Sarowie. Leży na południowym brzegu jeziora Sinar i znajduje się 105 km od Swierdłowska i 123 km od Czelabińska.
Nazwa została zmieniona na Snieżynsk po upadku ZSRR w 1991 roku, a status jako miasto było przyznane dopiero 8 listopada 1993. Populacja w 2002 wynosiła 50 451 mieszkańców.
Obecnie miasto nadal funkcjonuje jako drugie centrum naukowe rosyjskiego programu nuklearnego, pozostające w gestii Federalnej Agencji Energii Atomowej Rosatom (Государственная корпорация по атомной энергии «Росатом»).